# Brulino-Koski
Brulino-Koski – część wsi Brulino-Piwki w Polsce położona w województwie podlaskim, w powiecie wysokomazowieckim, w gminie Czyżew. 
W latach 1975–1998 miejscowość administracyjnie należała do województwa łomżyńskiego. Do 31 grudnia 2003 wieś należała do gminy Nur w województwie mazowieckim.
Wierni kościoła rzymskokatolickiego należą do parafii św. Apostołów Piotra i Pawła w Czyżewie.

## Historia
Brulino założone na początku wieku XV przez Brulińskich herbu Pierzchała, przybyłych z ziemi zakroczymskiej.
W roku 1576 powierzchnia użytków rolnych wynosiła 7 łanów.
- Niektórzy właściciele Brulina:
  - od wieku XVII - Godlewscy
  - 1780 - przejściowo w posiadaniu Aleksandra Brzostowskiego, kasztelana mazowieckiego
  - XIX-XX - ponownie Godlewscy[7]

Pod koniec XIX w. wieś w składzie okolicy szlacheckiej Brulino w powiecie ostrowskim, gmina Szulborze-Koty, parafia Czyżew. 
Okolicę tworzyły:
- wieś i folwark Brulino-Koski o powierzchni użytków rolnych 600 morgów
- Brulino-Oprawczyki, 3 domy i 28 mieszkańców
- Brulino-Lipskie, 67 mieszkańców
- Brulino-Piwki, 6 domów i 51 mieszkańców
- Brulino-Storozumy[9]

## Obiekty zabytkowe
- dwór neobarokowy, murowany, zbudowany w roku 1880 przez Józefa Godlewskiego w miejscu drewnianego. Po II wojnie światowej zrujnowany. Odbudowany.
- krzyż przydrożny z prętów żeliwnych z około 1880–1890[7]
- cmentarzysko z okresu rzymskiego - użytkowane między schyłkiem III a przełomem IV i V wieku. Posiada pochówki ciałopalne i szkieletowe. Grzebano tu tylko kobiety. Skład rasowy zbliżony do wczesnośredniowiecznych serii słowiańskich. Znaleziska świadczą o silnym ich powiązaniu z kulturą materialną wschodniego Pomorza. Niektóre typy naczyń i przedmioty metalowe posiadają nawiązania do pogranicza słowiańsko-bałtyjskiego[10]
- cmentarz żołnierzy rosyjskich z I wojny światowej -1915[11].